# Alpha Hydri
α Hydri (alpha Hydri, α Hyi) ist ein Stern der Spektralklasse F0 im Sternbild Kleine Wasserschlange. Der Stern besitzt eine scheinbare Helligkeit von +2,9 mag und ist ca. 72 Lichtjahre entfernt.